# Первый Континентальный конгресс

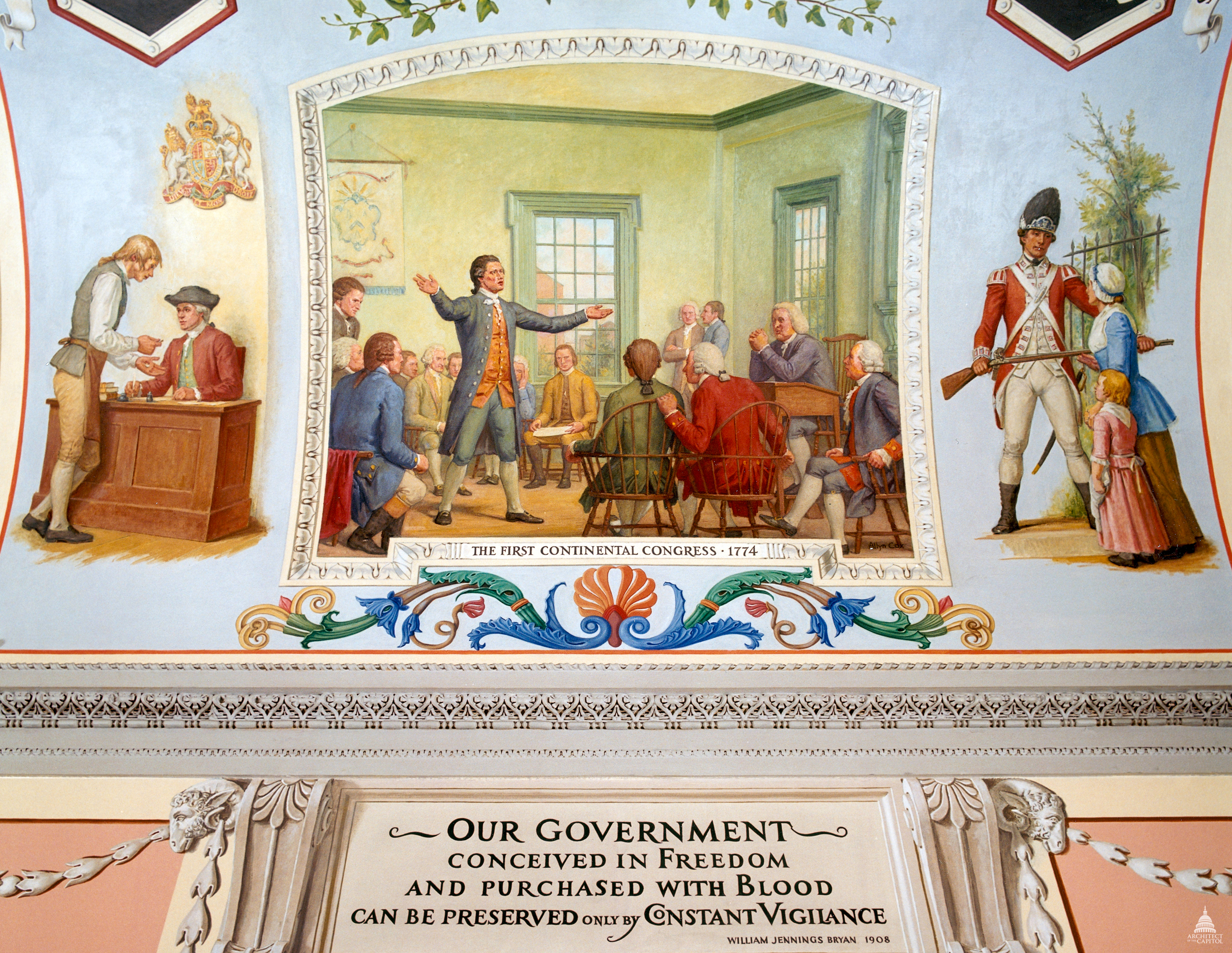
Первый Континентальный конгресс 1774 года

Первый Континентальный конгресс (5 сентября — 26 октября 1774 года) — съезд депутатов от 12 из 13 американских колоний Великобритании. Причиной созыва послужили Невыносимые законы — законы, принятые британским парламентом и направленные на остановку растущего сопротивления американских колоний. Конгресс заседал в Филадельфии, в Карпентерс-холле. В его работе принимали участие 56 представителей от всех американских колоний Великобритании, за исключением Джорджии, Канады, Бермудских, Багамских островов и островов Карибского моря. В съезде участвовал и один из семи делегатов Вирджинии и будущий президент США Джордж Вашингтон.

## Результаты работы Конгресса

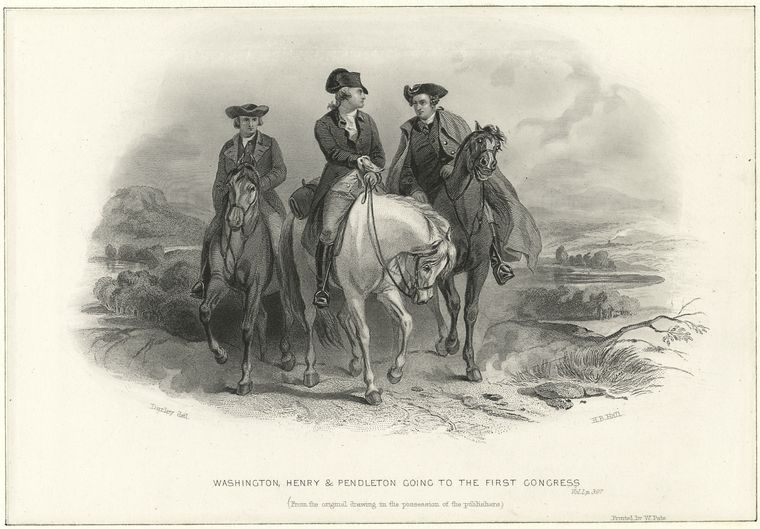
Вашингтон, Патрик Генри и Эдмунд Пендлтон едут на 1-й Конгресс

Была издана «Декларация прав и жалоб», которая содержала заявление о правах американских колоний на «жизнь, свободу и собственность», а также выражала протест против таможенной и налоговой политики метрополии. В ходе съезда депутаты выработали ряд важных документов, намереваясь добиваться для колоний права самоуправления.
Было принято решение об объявлении торгового бойкота метрополии. Начиная с 1 декабря 1774 года была запрещена как покупка английских товаров, так и продажа американских товаров англичанам. Это решение было ответом на блокаду Бостона английским флотом (см. Бостонское чаепитие).
Также было принято решение о созыве второго Континентального Конгресса 10 мая 1775 года.
Нарушителей торгового бойкота в качестве наказания обмазывали дёгтем и вываливали в перьях.
Количество товаров, импортировавшихся в американские колонии из Великобритании, в 1775 году упало на 97 % по сравнению с 1774 годом.
Это незамедлительно вызвало ответ со стороны метрополии: король Георг III выдвинул требование полного подчинения колоний власти британской короны, а английский флот приступил к блокаде северо-восточного побережья Американского континента. Генерал Томас Гейдж получил приказ подавить «открытый бунт» и обеспечить выполнение колониями Невыносимых законов, прибегнув в случае необходимости к применению силы. Первый Континентальный конгресс и особенно реакция Лондона на его решения убедительно продемонстрировали американцам, что рассчитывать на благосклонность британской короны и её снисходительное отношение к их требованиям самостоятельности не следует.

## Делегаты Конгресса
1. Натаниель Фолсом (Нью-Гемпшир)
2. Джон Салливан (Нью-Гемпшир)
3. Джон Адамс (Массачусетс)
4. Самуэль Адамс (Массачусетс)
5. Томас Кашинг (Массачусетс)
6. Роберт Трит Пейн (Массачусетс)
7. Стивен Хопкинс (Род-Айленд)
8. Самуэль Уорд (Род-Айленд)
9. Сайлас Дин (Коннектикут)
10. Элифалет Диер (Коннектикут)
11. Роджер Шерман (Коннектикут)
12. Джеймс Дуэйн (Нью-Йорк)
13. Джон Джей (Нью-Йорк)
14. Филип Ливингстон (Нью-Йорк)
15. Исаак Лоу (Нью-Йорк)
16. Саймон Борум (Нью-Йорк)
17. Джон Харинг (Нью-Йорк)
18. Генри Уиснер (Нью-Йорк)
19. Уильям Флойд (Нью-Йорк)
20. Джон Элсоп (Нью-Йорк)
21. Стивен Крейн (Нью-Джерси)
22. Джон де Харт (Нью-Джерси)
23. Джеймс Кинси (Нью-Джерси)
24. Уильям Ливингстон (Нью-Джерси)
25. Ричард Смит (Нью-Джерси)
26. Эдвард Биддль (Пенсильвания)
27. Джон Дикинсон (Пенсильвания)
28. Джозеф Голуэй (Пенсильвания)
29. Чарльз Хэмфрис (Пенсильвания)
30. Томас Миффлин (Пенсильвания)
31. Джон Мортон (Пенсильвания)
32. Самуэль Роадс (Пенсильвания)
33. Джордж Росс (Пенсильвания)
34. Томас Маккин (Делавер)
35. Джордж Рид (Делавер)
36. Сизар Родни (Делавер)
37. Самуэль Чейз (Мэриленд)
38. Роберт Голдсборо[англ.] (Мэриленд)
39. Томас Джонсон (Мэриленд)
40. Уильям Пака (Мэриленд)
41. Мэттью Тилгман (Мэриленд)
42. Ричард Блэнд (Вирджиния)
43. Бенжамин Харрисон (Вирджиния)
44. Патрик Генри (Вирджиния)
45. Ричард Генри Ли (Вирджиния)
46. Эдмунд Пендлтон (Вирджиния)
47. Пейтон Рэндольф (Вирджиния) — председатель Конгресса
48. Джордж Вашингтон (Вирджиния)
49. Ричард Кэсвелл (Северная Каролина)
50. Джозеф Хьюз (Северная Каролина)
51. Уильям Хупер (Северная Каролина)
52. Кристофер Гадсден (Южная Каролина)
53. Томас Линг Младший (Южная Каролина)
54. Генри Миддлтон[англ.] (Южная Каролина)
55. Эдвард Ратледж (Южная Каролина)
56. Джон Ратледж (Южная Каролина)

### Статьи
- Neil L. York. The First Continental Congress and the Problem of American Rights (англ.) // The Pennsylvania Magazine of History and Biography. — University of Pennsylvania Press, 1998. — Vol. 122, iss. 4. — P. 353-383.
- CHARLES F. MULLETT. IMPERIAL IDEAS AT THE FIRST CONTINENTAL CONGRESS (англ.) // The Southwestern Social Science Quarterly. — Wiley, 1931. — Vol. 12, iss. 3. — P. 238-244.